# Piper begoniifolium
Piper begoniifolium är en pepparväxtart som beskrevs av Hook. & Arn.. Piper begoniifolium ingår i släktet Piper och familjen pepparväxter. Inga underarter finns listade i Catalogue of Life.